# Kitchener, Ontario
Kitchener är en stad i de sydvästra delarna av provinsen Ontario i Kanada. Staden täcker ett område på 136,86 kvadratkilometer och är huvudort i Waterloo Region. Den är helt sammanvuxen med Waterloo i norr och gränsar till Cambridge i sydost. Kitchener och Waterloo räknas som  "tvillingstäder" och omtalas ofta som "Kitchener–Waterloo".
Precis som i Tyskland hålls här en så kallad oktoberfest, den största utanför Tyskland.
Staden hette Berlin åren 1833-1916, namngiven efter den stora andelen tysktalande, men bytte namn när Kanada låg i krig med det Kejserliga Tyskland under första världskriget. Det nya namnet Kitchener togs 1916 efter fältmarskalk Horatio Herbert Kitchener. 2004 firade staden sitt 150-årsjubileum. Det var från 1854 orten blev town, från 1912 benämns den city (jämför stad).
Ishockeylaget Kitchener Rangers kommer från staden. Det spelar i Ontario Hockey League.

## Berömdheter
- Kristin Booth, skådespelerska
- Brian Bradley, tidigare ishockeyspelare
- Woody Dumart, tidigare ishockeyspelare
- Pietro Gagliano, grafikdesigner och underhållare
- Lois Maxwell (1927–2007), skådespelare
- Duanne Moeser, tidigare ishockeyspelare
- David Morrell, författare
- Kyle Quincey, ishockeyspelare
- Jeremy Ratchford, skådespelare
- Jason Reso, fribrottare inom TNA, alias "Christian Cage"
- Brad Schlegel, tidigare ishockeyspelare
- Milt Schmidt, tidigare manager och spelare inom ishockey
- Earl Seibert, tidigare ishockeyspelare
- Frank J. Selke, tidigare manager och spelare inom ishockey
- Darryl Sittler, tidigare ishockeyspelare
- Edna Staebler (1906–2006), författare av regionala kokböcker
- Scott Stevens, tidigare ishockeyspelare
- Murray Irwin "Moe" Norman (1929–

2004), professionell golfspelare

## Artikelursprung
Den här artikeln är helt eller delvis baserad på material från engelskspråkiga Wikipedia.